# Wayne Township (Ashtabula County, Ohio)
Wayne Township ist eines von 27 Townships des Ashtabula Countys im US-Bundesstaat Ohio. Nach der Volkszählung im Jahr 2000 waren hier 653 Einwohner registriert.

## Geografie
Wayne Township liegt im Südosten des Ashtabula Countys im äußersten Nordosten von Ohio, ist im Norden etwa 40 km vom Eriesee entfernt und grenzt im Uhrzeigersinn an die Townships: Cherry Valley Township, Andover Township, Williamsfield Township, Kinsman Township im Trumbull County, Gustavus Township (Trumbull County), Greene Township (Trumbull County), Colebrook Township und New Lyme Township.

## Verwaltung
Das Township wird durch ein Board of Trustees, bestehend aus drei gewählten Mitgliedern, verwaltet. Zwei Personen werden jeweils im Jahr nach der Präsidentschaftswahl gewählt und eine jeweils im Jahr davor. Die Amtszeit dauert in der Regel vier Jahre und beginnt jeweils am 1. Januar. Daneben gibt es noch einen Township Clerk (Schriftführer), der ebenfalls im Jahr vor der Präsidentschaftswahl auf eine vierjährige Amtszeit gewählt wird. Dessen Amtszeit beginnt jeweils am 1. April.